# Verzorgingsplaats Jutphaas
Verzorgingsplaats Jutphaas is een Nederlandse verzorgingsplaats, gelegen langs de A2 Maastricht-Amsterdam tussen afritten 10 en 9 nabij Nieuwegein. Bij de verzorgingsplaats liggen nog steeds de resten van de voormalige afrit Jutphaas.
De verzorgingsplaats dankt haar naam aan de voormalige gemeente en dorp Jutphaas dat op 1 juli 1971 met de gemeente Vreeswijk werd samengevoegd om de nieuwe gemeente Nieuwegein te vormen. Tegenwoordig maakt Jutphaas deel uit van de Nieuwegeinse wijk Jutphaas-Wijkersloot en Zuilenstein.
Bij de verzorgingsplaats ligt een tankstation van TotalEnergies.

## Ernstige ongevallen
Op 31 augustus 2008 reed een bestelauto de winkel van het tankstation binnen en veroorzaakte een felle brand. Als gevolg daarvan kwam een bezoeker van het tankstation om het leven en werd de winkel volledig verwoest. Ook de overkapping van het tankstation raakte zwaar beschadigd. Als gevolg van de brand is de verzorgingsplaats enkele maanden afgesloten geweest.
De oorzaak van het ongeluk is nooit met zekerheid vast komen te staan. Het Openbaar Ministerie beschuldigde de bestuurder aanvankelijk van dood door schuld, omdat hij al de hele voorafgaande nacht achter het stuur gezeten had en daardoor oververmoeid zou zijn. De bestuurder verklaarde echter dat zijn remmen niet hadden gefunctioneerd. Als gevolg van de brand viel echter niet meer te achterhalen of de remmen al dan niet gewerkt hadden, waardoor zijn verklaring door het NFI als "een reële optie" beschouwd werd.
Daarop trok het Openbaar Ministerie de strafeis voor dood door schuld in en werd de bestuurder op 5 oktober 2009 door de rechtbank vrijgesproken.
Vrijwel twee jaar later, op 30 augustus 2010 vond er opnieuw een soortgelijk ongeval plaats. In dit geval reed er een auto tegen een muur pal naast de ingang van de winkel. De bestuurster van de auto raakte zwaargewond en een toevallig aanwezige motoragent raakte lichtgewond.
Richting Eijsden:
Haarrijn · 
IJsselstein · 
Bisde · 
De Lucht West · 
Velder · 
't Haasje · 
Roevenpeel · 
Ellerbrug · 
Het Anker · 
Vossedal · 
Knuvelkes
Richting Amsterdam:
Patiel · 
Meerssen · 
Kruisberg · 
Swentibold · 
Bosserhof ·
Meiberg · 
Groote Bleek · 
Ooiendonk · 
De Lucht Oost · 
Lingehorst · 
Jutphaas · 
Ruwiel